# Gravidanza ad alto rischio
Una gravidanza è ad alto rischio quando presenta maggior rischio per la madre o il feto rispetto a una gravidanza senza complicanze, causando ulteriore stress fisico ed emotivo sul corpo della donna. Anche i problemi di salute che si verificano prima che una donna rimanga incinta o durante la gravidanza possono aumentare la probabilità di una gravidanza ad alto rischio. L'NICHD è una delle tante agenzie federali che lavorano per migliorare l'esito della gravidanza, prevenire gravidanze ad alto rischio e migliorare le condizioni di salute per le donne colpite. Il NICHD sostiene e conduce ricerche sulle cause e sulla gestione ottimale della gravidanza ad alto rischio.

## Fattori che mettono a rischio una gravidanza

### Ipertensione
Nonostante l'ipertensione possa essere rischiosa per la madre e il feto, molte donne con ipertensione hanno gravidanze sane e bambini sani. L'ipertensione incontrollata, tuttavia, può causare danni ai reni della madre e aumenta il rischio di basso peso alla nascita per il bambino o preeclampsia.

### Sindrome dell'ovaio policistico
La sindrome dell'ovaio policistico (PCOS) è un disturbo che può interferire con la capacità di una donna di concepire e mantenere uno stato di gravidanza. La PCOS può causare tassi più elevati di aborto spontaneo (la perdita spontanea del feto prima delle 20 settimane di gravidanza), diabete gestazionale, preeclampsia e parto prematuro.

### Diabete
È importante che le donne con diabete gestiscano i livelli di zucchero nel sangue prima di rimanere incinte. Livelli elevati di zucchero nel sangue possono causare malformazioni alla nascita durante le prime settimane di gravidanza, spesso prima ancora che le donne sappiano di essere incinte. Controllare i livelli di zucchero nel sangue e assumere un multivitaminico con 400 microgrammi di acido folico ogni giorno può aiutare a ridurre questo rischio.

### Malattie renali
Le donne con malattie renali spesso hanno difficoltà a rimanere incinte e qualsiasi gravidanza è a rischio significativo di aborto spontaneo. Le donne incinte con malattie renali hanno bisogno di trattamenti aggiuntivi, cambiamenti nella dieta e nei farmaci e frequenti visite dal proprio medico.

### Malattie autoimmuni
Le malattie autoimmuni includono condizioni come il lupus e la sclerosi multipla. Alcune malattie autoimmuni possono aumentare il rischio di problemi durante la gravidanza per le donne. Ad esempio, il lupus può aumentare il rischio di parto prematuro e nascita del feto morto. Alcune donne potrebbero avere un miglioramento dei loro sintomi durante la gravidanza, mentre altre sperimentano riacutizzazioni e altre sfide. Inoltre, alcuni farmaci per il trattamento delle malattie autoimmuni possono essere dannosi per il feto.

### Malattie della tiroide
Una malattia tiroidea incontrollata, come una tiroide iperattiva o ipoattiva, può causare problemi al feto, come insufficienza cardiaca, scarso aumento di peso e malformazioni alla nascita.

### Farmaci ricreativi
Diverse ricerche hanno scoperto che le donne che assumono farmaci che aumentano le possibilità di concepire hanno una probabilità significativamente maggiore di avere complicazioni della gravidanza rispetto a quelle che rimangono incinte senza assistenza. Queste complicazioni spesso coinvolgono la placenta (l'organo che collega il feto e la madre) e il sanguinamento vaginale.

### Obesità
L'obesità può rendere una gravidanza più difficile, aumentando le possibilità di una donna di sviluppare il diabete durante la gravidanza, che può contribuire a nascite difficili. Dall'altra parte, alcune donne pesano troppo poco per la propria salute e per la salute del feto in crescita. Nel 2009, l'Istituto di Medicina ha aggiornato le sue raccomandazioni sugli aumenti di peso durante la gravidanza. Nuove raccomandazioni emesse dall'American College of Obstetricians and Gynecologists suggeriscono che le donne in sovrappeso e obese potrebbero essere in grado di aumentare di peso anche meno di quanto raccomandato e avere comunque un bambino sano.

### HIV/AIDS
L'HIV/AIDS danneggia le cellule del sistema immunitario, rendendo difficile combattere le infezioni e alcuni tipi di cancro. Le donne possono trasmettere il virus al feto durante la gravidanza; la trasmissione può avvenire anche durante il travaglio e il parto o durante l'allattamento. Fortunatamente, esistono trattamenti efficaci per ridurre la diffusione dell'HIV dalla madre al feto o neonato. Le donne con una carica virale molto bassa possono essere in grado di avere un parto vaginale con un basso rischio di trasmissione. Un'opzione per le donne in gravidanza con una carica virale più elevata (misurazione della quantità di HIV attivo nel sangue) è il parto cesareo, che riduce il rischio di trasmettere l'HIV al bambino durante il travaglio e il parto. È importante un'assistenza prenatale precoce e regolare. Le donne che assumono farmaci per curare il loro HIV e hanno un parto cesareo possono ridurre il rischio di trasmissione al 2%.

### Età
Le adolescenti incinte hanno maggiori probabilità di sviluppare ipertensione e anemia (mancanza di globuli rossi sani) ed entrano in travaglio prima rispetto alle donne più avanti con l'età. Le adolescenti possono anche essere esposte a malattie o infezioni a trasmissione sessuale che potrebbero influire sulla gravidanza. Le adolescenti possono avere meno probabilità di ricevere cure prenatali o di fissare appuntamenti continui con gli operatori sanitari durante la gravidanza per valutare i rischi, assicurarsi che rimangano in salute e capire quali farmaci possono usare.

### Prima gravidanza dopo i 35 anni
Le madri che rimangono incinte per la prima volta ad età più avanzate possono avere gravidanze normali, ma le ricerche indicano che queste donne corrono un rischio maggiore di avere: un parto cesareo; complicanze durante il parto, incluso sanguinamento eccessivo durante il travaglio; travaglio prolungato (che dura più di 20 ore); travaglio che non avanza; un bambino con una malattia genetica, come la sindrome di Down.

## Fattori legati allo stile di vita

### Uso di alcol
L'alcol consumato durante la gravidanza passa direttamente al feto attraverso il cordone ombelicale. I Centers for Disease Control and Prevention raccomandano alle donne di evitare le bevande alcoliche durante la gravidanza o quando stanno cercando di concepire. Durante la gravidanza, le donne che bevono hanno maggiori probabilità di avere un aborto spontaneo o un parto di feto morto. Altri rischi per il feto includono una maggiore probabilità di avere malformazioni alla nascita e spettro dei disturbi feto-alcolici (FASD). FASD è il nome tecnico del gruppo di disturbi fetali associati al consumo di alcol durante la gravidanza. Causa caratteristiche facciali anormali, bassa statura e basso peso corporeo, disturbo di iperattività, disabilità intellettive e problemi di vista o udito.

### Fumo di sigarette
Fumare durante la gravidanza mette il feto a rischio di parto pretermine, alcune malformazioni alla nascita e sindrome della morte improvvisa infantile (SIDS). Anche il fumo passivo aumenta il rischio di problemi di salute per la donna e il feto.

## Condizioni di gravidanza
Gravidanza gemellare. Una gravidanza con due, tre o più gemelli, definita come gravidanza gemellare, aumenta il rischio che i bambini nascano prematuramente (prima delle 37 settimane di gravidanza). Avere bambini dopo i 30 anni e assumere farmaci per la fertilità sono stati entrambi associati a nascite gemellari. Avere tre o più bambini aumenta le possibilità che una donna debba partorire attraverso parto cesareo. È più probabile che due o tre gemelli siano più piccoli per quanto riguarda le dimensioni rispetto a bambini singoli. Se i bambini di una gravidanza gemellare nascono prematuramente, è più probabile che abbiano difficoltà a respirare. 
Diabete gestazionale. Il diabete gestazionale, noto anche come diabete mellito gestazionale o DMG, è il diabete che si sviluppa per la prima volta quando una donna è incinta. Molte donne possono avere gravidanze sane se gestiscono il diabete, seguendo una dieta e un piano di trattamento consigliato loro dal proprio medico. Il diabete gestazionale incontrollato aumenta il rischio di travaglio e parto pretermine, preeclampsia e ipertensione. 
Preeclampsia ed eclampsia. La preeclampsia è una sindrome caratterizzata da un improvviso aumento della pressione sanguigna di una donna incinta dopo la ventesima settimana di gravidanza. Può influenzare i reni, il fegato e il cervello della madre. Se non trattata, la condizione può essere fatale per la madre e/o il feto e provocare problemi di salute a lungo termine. L'eclampsia è una forma più grave di preeclampsia, caratterizzata da convulsioni e coma nella madre.